# George Edward Hughes

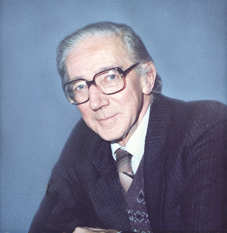
George Edward Hughes

George Edward Hughes (* 8. Juni 1918 in Waterford, Nordirland; † 4. März 1994 in Wellington, Neuseeland) war ein britischer Philosoph und Logiker mit den Schwerpunkten Modallogik und Philosophie des Mittelalters. Er war mit der Historikerin Beryl Hughes (* 1920) verheiratet, die wie er lange Jahre Dozentin an der Victoria University of Wellington in Neuseeland war und die dortige Frauenforschung mitbegründete. Die beiden haben fünf Kinder.

## Leben
Hughes wurde 1918 im irischen Waterford geboren. Infolge des Nordirlandkonflikts zog die englische Familie Hughes jedoch bereits in den frühen 20er Jahren des 20. Jahrhunderts nach Schottland. Hughes schloss ein Studium in Philosophie und Englischer Literatur an der University of Glasgow mit Bestnote ab. Nach einem Jahr als postgraduate an der University of Cambridge erhielt er in Glasgow einen Assistenz-Lehrauftrag, an den sich Stellen als Lecturer am University College of South Wales in Cardiff, und am University College of North Wales in Bangor anschlossen. Hughes wurde 1950 in Bangor zum Priester der anglikanischen Scottish Episcopal Church geweiht, ohne jedoch eine theologische Ausbildung absolviert zu haben, da Bedarf an Personen bestand, die Gottesdienste sowohl in englischer als auch in walisischer Sprache abhalten konnten. Allerdings soll Hughes die walisische Liturgie auswendig gelernt haben, ohne die Sprache verstanden haben zu können.
1951 erhielt er einen Ruf auf den Lehrstuhl für Philosophie an der Victoria University of Wellington, den er bis zu seiner Emeritierung im Jahr 1984 innehatte. Er verstarb in Wellington am 4. März 1994.

## Werk
In Hughes’ Werk machen sich deutliche Einflüsse von John Wisdom und Ludwig Wittgenstein bemerkbar, die er beide in Cambridge gehört hatte; zudem von John Langshaw Austin, dem führende Vertreter der Philosophie der Natürlichen Sprache und Arthur Norman Prior, den er in Neuseeland traf.
Hughes frühe Arbeiten beschäftigen sich mit Ethik und Religionsphilosophie, bekannt sind aber vor allem seine Arbeiten zur Modallogik, die er gemeinsam mit seinem früheren Schüler und späteren Kollegen Max Cresswell verfasste. An Introduction to Modal Logic, das die beiden 1968 veröffentlichten, war das erste moderne Lehrbuch auf diesem Gebiet und wurde in zahlreiche Sprache übersetzt. Von besonderer Bedeutung ist dieses Werk, weil es ganze Generationen von Forschern und Studenten die modelltheoretische Semantik von Saul Kripke näher brachte, die zur Standardtheorie für die Formale Semantik sowohl natürlicher wie formaler Sprachen werden sollte.
Hughes’ zweiter Schwerpunkt war die Logik des Mittelalters, insbesondere die Besorgung von Kommentaren und englischen Übersetzungen der lateinischen Werke von Jean Buridan und Paulus Venetus.

## Veröffentlichungen (Auswahl)

### Monographien
- The Elements of Formal Logic, mit D. G. Londey, Methuen 1965.
- An Introduction to Modal Logic, mit M. J. Cresswell, Methuen 1968. dt. Einführung in die Modallogik, Berlin, New York : de Gruyter 1978, ISBN 3-11-004609-1
- John Buridan on Self-Reference: Chapter Eight of Buridan's 'Sophismata', with a Translation, an Introduction, and a Philosophical Commentary, Cambridge University Press, 1982.
- A Companion to Modal Logic, mit M. J. Cresswell, Methuen 1984.
- Paul of Venice. Logica magna, Part II, Fascicule 4, Capitula De Conditionali et De Rationali. Herausgegeben und übersetzt von Hughes in der Reihe The British Academy Classical and Medieval Logic Texts, VI. Oxford University Press, Oxford, 1990.
- A New Introduction to Modal Logic, mit M. J. Cresswell, Routledge, 1996.

### Aufsätze
- Motive and Duty, by George E. Hughes. Mind, New Series, Vol. 53, No. 212, (Oct., 1944), pp. 314–331.
- An Examination of the Argument from Theology to Ethics, by George E. Hughes. Philosophy, Vol. 22, No. 81, (Apr., 1947), pp. 3–24.
- The Ethical Relevance of Consequences, by George E. Hughes. Proceedings of the Aristotelian Society, New Series, Vol. 48, (1947 – 1948), pp. 59–74.
- Has God's Existence Been Disproved?: A Reply to Professor J. N. Findlay, by George E. Hughes. Mind, New Series, Vol. 58, No. 229, (Jan., 1949), pp. 67–74.
- Symposium: Is There Knowledge by Acquaintance?, by H. L. A. Hart, G. E. Hughes, and J. N. Findlay. Proceedings of the Aristotelian Society, Supplementary Volumes, Vol. 23, Politics, Psychology and Art, (1949), pp. 69–128.
- Moral Condemnation, by G. E. Hughes. In Essays in Moral Philosophy, edited by A. I. Melden, University of Washington Press, 1958, pp. 108–134.
- Plantinga on the Rationality of God's Existence, by G. E. Hughes. The Philosophical Review, Vol. 79, No. 2, (Apr., 1970), pp. 246–252.
- Omnitemporal Logic and Converging Time, by G. E. Hughes and M. J. Cresswell. Theoria, 41 (1975), no. 1, 11–34.
- Modal Systems With No Minimal Proper Extensions, by G. E. Hughes. Reports on Mathematical Logic, No. 6 (1976), pp. 93–98.
- Omnitemporal Logic and Nodal Time, by George E. Hughes. Reports on Mathematical Logic, No. 8 (1977), pp. 41–61.
- Equivalence Relations and S5, by G. E. Hughes. Notre Dame Journal of Formal Logic, 21 (1980), no. 3, pp. 577–584.
- Some Strong Omnitemporal Logics, by G. E. Hughes. Synthese, 53 (1982), no. 1, pp. 19–42.
- The Modal Logic of John Buridan, by G. E. Hughes. In Atti del Convegno internazionale di storia della logica: la teoria delle modalità, ed. G. Corsi, C. Mangione, and M. Mugnani, CLUEB, Bologna, 1989, pp. 93–111.
- Every World Can See a Reflexive World, by G. E. Hughes. Studia Logica, 49 (1990), no. 2, 175–181.